# Shelly-Ann Fraser-Pryce
Shelly-Ann Fraser-Pryce, OD (Sinh ngày27 tháng 12 năm 1986) là một vận động viên điền kinh người Jamaica. Sinh ra ở Kingston, Jamaica, Fraser-Pryce trở nên nổi tiếng trong Thế vận hội mùa hè 2008 khi 21 tuổi, vận động viên tương đối chưa nổi tiếng đã trở thành người phụ nữ đầu tiên của Caribe giành huy chương vàng tại nội dung 100m. Trong nội dung 100 m tại Thế vận hội mùa hè 2012, cô bảo vệ thành công danh hiệu của mình, trở thành người phụ nữ thứ ba giành được hai huy chương vàng 100 m liên tiếp tại Thế vận hội. Sau khi giành được huy chương đồng tại Thế vận hội mùa hè 2016, cô trở thành người phụ nữ đầu tiên trong lịch sử giành được huy chương nội dung 100 tại ba Thế vận hội Olympic liên tiếp.
Fraser-Pryce đã giành được huy chương vàng nội dung 100 m trong Giải vô địch thế giới IAAF 2009, trở thành người chạy nước rút nữ thứ hai giữ cả hai danh hiệu thế giới và Olympic 100 cùng một lúc (sau Gail Devers). Sau khi giành danh hiệu thế giới năm 2015 nội dung 100 m, cô là nữ duy nhất được huy chương vàng vô địch thế giới nội dung 100 m ba lần (2009, 2013, 2015). Cô cũng là vận động viên nữ duy nhất đứng đầu cả vị trí vô địch thế giới và Olympic trong những thời điểm không liên tiếp, khi cô giành được danh hiệu Thế vận hội Olympic 2008 và 2009 và sau đó là danh hiệu Thế vận hội Olympic 2013 và 2013. Trong Giải vô địch thế giới IAAF 2013 cô trở thành nữ chạy nước rút đầu tiên giành huy chương vàng trong 100 m, 200 m và 4 × 100 m trong một giải vô địch thế giới duy nhất. Fraser-Pryce là người phụ nữ đầu tiên sở hữu danh hiệu thế giới của IAAF ở nội dung 60 m, 100 m, 200 m và 4 × 100 m tiếp sức, và là người phụ nữ duy nhất từng giữ tất cả cùng một lúc.
Biệt danh là "Pocket Rocket" cho dáng người nhỏ nhắn của cô (cô chỉ cao 1,52 m) và bắt đầu bùng nổ, cô được xếp hạng thứ tư trong danh sách 25 vận động viên nữ có thành tích tốt nhất nội dung 100 m nữ chạy nước rút với một cá nhân tốt nhất là 10,70 giây thiết lập tại Kingston, Jamaica vào năm 2012. Những thành tựu và sự nhất quán của cô đã khiến Olympian và bình luận viên thể thao Michael Johnson gọi cô là "người chạy nước rút nữ vĩ đại nhất mọi thời đại". Sau chiến thắng của cô nội dung 100 m tại giải vô địch thế giới 2015, IAAF cũng gọi cô là "người chạy nước rút nữ vĩ đại nhất trong lịch sử".